# Santa Luzia do Pará
Santa Luzia do Pará is een gemeente in de Braziliaanse deelstaat Pará. De gemeente telt 18.417 inwoners (schatting 2009).